# Yuki Naito
Yuki Naito (内藤 祐希 Naitō Yūki?,  Niigata, 16 de febrero de 2001) es una tenista profesional japonesa.

## Carrera
En noviembre de 2016, ganó el torneo de dobles en el Ando Securities Open en Tokio, junto a su compatriota Rika Fujiwara.
En 2018 fue subcampeona en dobles júnior femenino del Roland Garros, junto a su compatriota Naho Sato, al perder la final contra la estadounidense  Caty McNally y la polaca Iga Świątek.
En los Juegos Olímpicos de la Juventud 2018 realizados en Buenos Aires (Argentina), ganó la medalla de plata en dobles femenino, junto con Sato. En la final de dobles femenino, Naito y Sato fueron derrotadas por la eslovena Kaja Juvan y la polaca Iga Świątek, que compitieron en la modalidad de equipos mixtos que poseen los olímpicos de la juventud.
Naito también obtuvo la medalla de oro en dobles mixtos, junto a su compatriota Naoki Tajima. En individual femenino quedó en quinto lugar.

## Finales de Grand Slam Junior

### Dobles: 1 (subcampeona)
| Resultado   | Año  | Torneo        | Superficie        | Compañera | Oponentes                | Marcador |
| ----------- | ---- | ------------- | ----------------- | --------- | ------------------------ | -------- |
| Subcampeona | 2018 | Roland Garros | Polvo de ladrillo | Naho Sato | Caty McNally Iga Świątek | 2–6, 5–7 |